# Kalkkop
Kalkkop – krater uderzeniowy położony w Republice Południowej Afryki, w Prowincji Przylądkowej Wschodniej. Skały krateru są widoczne na powierzchni ziemi, na jego obszarze prowadzono wiercenia badawcze.
Wiek krateru został oceniony na 200–300 tysięcy lat, czyli powstał on w plejstocenie. Został utworzony przez uderzenie małej planetoidy w skały osadowe.